# Martial Valin
Martial Henri Valin, kurz Martial Valin (* 14. Mai 1898 in Limoges; † 19. September 1980 in Neuilly-sur-Seine) war ein General der französischen Luftstreitkräfte und Kommandeur der Luftstreitkräfte der France libre 1941–44.
Martial Valin begann seine militärische Karriere im Ersten Weltkrieg bei den Dragonern.
1917 erlangte er einen Ausbildungsplatz in der Militärakademie Saint-Cyr. In der Zwischenkriegszeit absolvierte er die Kavallerie- und Panzerschule von Saumur, nahm am Rifkrieg 1925 teil, wählte aber 1926 die moderne Waffengattung Luftstreitkräfte.
Als Angehöriger der Militärmission in Rio de Janeiro schloss sich Valin der France libre an, erreichte England aber erst 1941, wo er die Position von Vizeadmiral Muselier übernahm, der die Forces aériennes françaises libres aufzubauen begonnen hatte.
Ab 1946 war Valin als Chef der französischen Militärdelegation bei der UNO tätig. 1947 bis 1957 war er als Général d’armée aerienne Generalinspektor der französischen Luftstreitkräfte.

## Auszeichnungen (Auswahl)
- Légion d’honneur
  - Chevalier – 11. Juli 1931
  - Officier – 28. November 1941
  - Commandeur – 30. Dezember 1944
  - Grand Officier – 27. Februar 1946
  - Grand-Croix – 30. Juni 1949
- Compagnon de la Libération – Dekret vom 7. Juli 1945
- Croix de guerre 1914–1918.
- Croix de guerre 1939–1945 mit 3 Palmen
- Médaille de la Résistance mit Rosette
- Croix du Combattant
- Croix du Combattant Volontaire 1939–1945
- Ordre des Palmes Académiques
- Leopoldsorden
- Legion of Merit
- Orden der Völkerfreundschaft
- Order of the Bath
- Orden des Weißen Löwen

## Bibliografie
- Le général d'armée aérienne Martial Valin 1898–1980 : Répertoire numérique détaillé, département de l'armée de l'air, sous-série 10 Z  (Autoren: Alain Alexandra, Pascal Gallien, Agnès Chablat-Beylot, und Service historique de l'armée de l'air française)